# Vireo carmioli
Vireo carmioli là một loài chim trong họ Vireonidae.